# Orlando (opera)

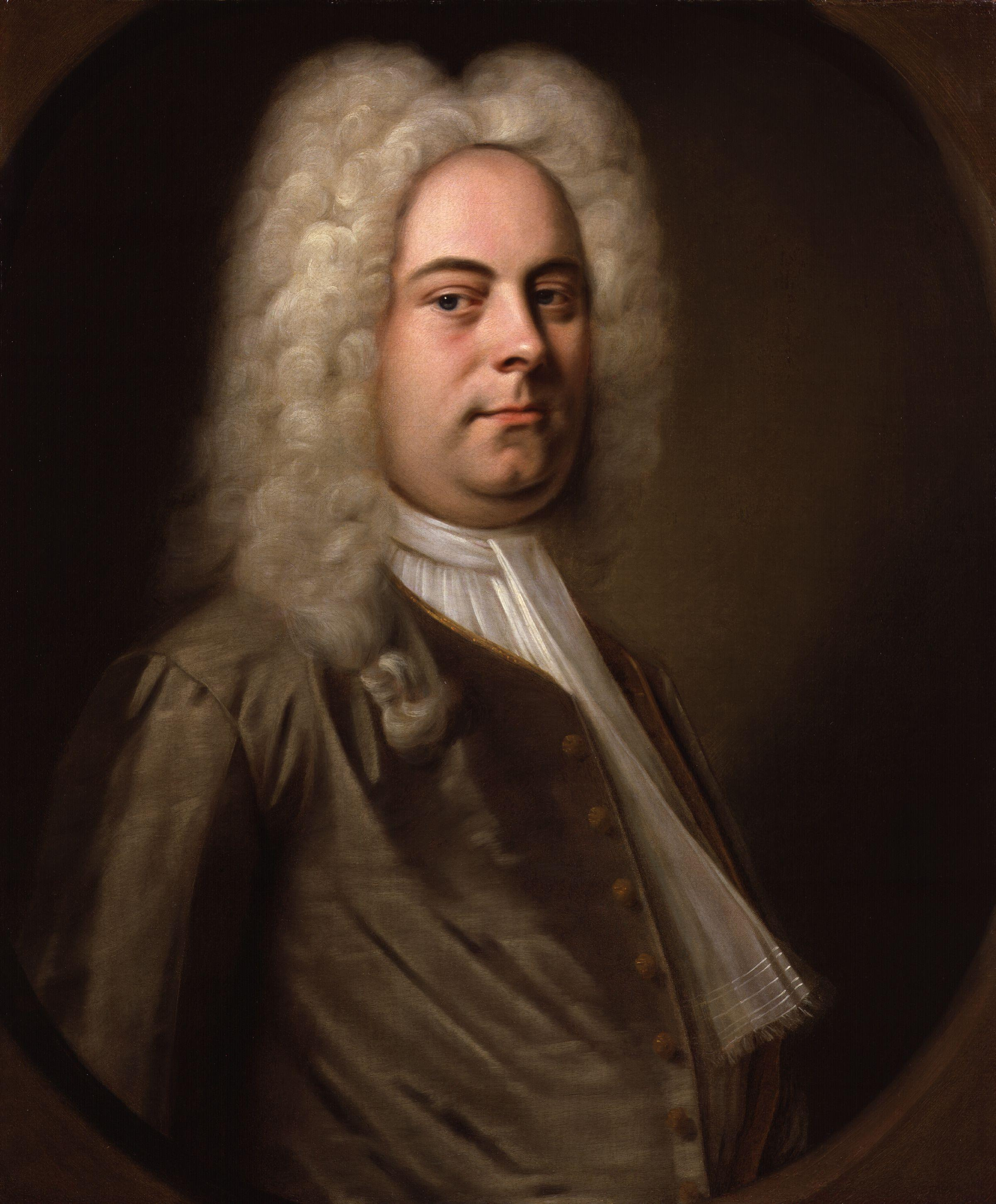
George Frideric Handel

Az Orlando Georg Friedrich Händel 1732-ben komponált olasz nyelvű, háromfelvonásos operája. A darabot 1733-ban mutatták be a londoni King’s Theatre-ben.

## A mű keletkezése
Händelnek az 1730-as évek körül eléggé elhidegült a viszonya a londoni közönséggel, az opera terén pedig lassan új versenytársak jelentek meg, főleg Bononcini, Porpora és Hasse. Thomas Arnes és John Lampe angol operákat mutatott be a Little Haymarket színházban, és Händel korábbi üzlettársa, Aaron Hill is már az utca túloldalán lévő színházban tevékenykedett. Ugyanakkor angol nemesek új csoportja, köztük a közismerten züllött életmódot folytató Frederick walesi herceg (1707–1751) egy új olasz operavállalkozás (Opera of the Nobility) elindítását határozta el, ahová Porporát hívták meg. Händel ezek miatt (is) – egyelőre azért nem feladva az operák komponálását sem – ebben az időben kezdett átállni az oratóriumokra. 1732. május 1-jén mutatta be Esther című oratóriumát, amit a több mint tíz évvel korábban írt Haman and Mordecai című masque-jából alakított át. Ezzel Händel tulajdonképpen megteremtette az angol oratóriumot.
Händel szomorú jövőjét sokan már látni vélték, de a zeneszerző új olasz társulatot hozott össze, és minden fenyegetettség ellenére tucatnyi új operát írt számukra, köztük az Orlandót. Az opera szövegkönyvét Ludovico Ariosto Orlando Furioso és Carlo Sigismondo Capece L’Orlando című művei nyomán ismeretlen szerző, de nagy valószínűséggel maga Händel írta. A komponálást igen gyorsan, 1732. november első három hetében végezte el, és 20-ára már el is készült a zenével.

## Szereplők
| Szereplő                    | Hangfekvés                                          |
| --------------------------- | --------------------------------------------------- |
| Orlando, lovag              | kontratenor vagy szoprán, a bemutatón kasztrált alt |
| Angelica, Cathay királynője | szoprán                                             |
| Medoro, afrikai herceg      | kontraalt, néha mezzoszoprán                        |
| Dorinda, pásztorlány        | szoprán                                             |
| Zoroastro, varázsló         | basszus                                             |

## Cselekmény

### Első felvonás
Zoroastro varázsló a dicsőséggel visszatért hős lovag Orlandónak azt jósolja, hogy diadalmas, hősies lovagi élet vár rá, de a szerelemtől óvakodnia kell. Orlando azonban szerelmes lesz Angelicába, Cathay királynőjébe. Dorinda pásztorlány a szerelemről ábrándozva meglátja, amint az erdőben Orlando megment egy bajba került hölgyet, Isabella hercegnőt. Az erdőben találkozik Angelica és Medoro, és szerelmet vallanak egymásnak. Az ezt is látó Dorinda is felfedezi magában Medoro iránti szerelmét, de az afrikai herceg merő tapintatból nem mondja el, hogy ő mást szeret. Zoroastro, aki tud Angelica érzelmeiről, felvilágosítja Angelicát, hogy Orlando igen heves természetű, amivel számolnia kell. A belépő Orlando szerelmet vall Angelicának. A királynő azonban féltékenységet mutat az erdei hercegnő megmentése miatt, és azt kéri, Orlando utasítsa el a lányt. Később Dorinda meglátja a búcsúzva ölelkező Angelicát és Medorót, rájön, hogy Medoro nem őt szereti, és emiatt szomorú és csalódott lesz.

### Második felvonás
Dorinda szomorkodik, Orlando pedig mérges rá, mert szerinte őmiatta lett féltékeny Angelica a megmentett hercegnőre, és emiatt szemrehányást tesz a lánynak. Dorinda azonban azt válaszolja, hogy a látottakat csak azért mesélte el Angelicának, hogy büszke lehessen a nemes szívű férfira. Amikor Orlando meglátja Dorindánál azt a karkötőt, amit eredetileg ő adott Angelicának, Dorinda pedig Medorótól kapta ajándékba, rájön, hogy mi történt Angelica és Medoro között, haragra gerjed és bosszút forral, utána pedig öngyilkosságot tervez. Zoroastro arra kéri a szerelmeseket, hogy meneküljenek el Orlando haragja elől. A két szerelmes bevési egymás nevét egy fa törzsébe, és amikor az őket üldöző Orlando meglátja ezt, éktelen dühöt érez. Utolérve a párt, Angelicát belöki egy barlangba, de Zoroastro a levegőbe emelve megmenti a lányt. Orlando egyre inkább elveszíti józan ítélőképességét, és azt hiszi, hogy az alvilágban van, ahol Medoro Prosperina karjai között talált menedéket. Zoroastro ezután repülő varázsszekerén Orlandót viszi magával.

### Harmadik felvonás
Az Angelicát elveszítő Medoro Dorinda otthonába menekül, és bevallja, hogy Angelicát szereti, és ekkor Dorinda belenyugszik a helyzetbe. Az ismét megjelenő Orlando egyre inkább elveszti az eszét, szerelmet vall Dorindának, összekeverve a lányt Vénusz istennővel, majd Angelica meggyilkolt bátyjával. Amikor elmegy, Angelica jön, akinek Dorinda elmeséli a történteket. A királynőt megrendíti Orlando állapota, Dorinda pedig a szerelem ilyenfajta következményein töpreng. Zoroastro biztonságba menekít mindenkit Orlando haragja elől. Orlando kimerülten elalszik, és ekkor Zoroastro, hogy visszaadja a lovag ép elméjét, egy sassal varázsitalt hozat számára. A felébredő Orlandónak Dorinda elmeséli, hogy mit tett eszeveszett dühében: megölte Angelicát és Medorót. A tettére rádöbbenő lovag véget akar vetni életének, amikor megjelenik a halottnak hitt szerelmespár, Zoroastro pedig kegyelmet kér tőlük Orlando számára. Orlando boldog, hogy végül sikerült legyőznie önmagát és a szerelmet, majd Angelica és Medoro bocsánatát kéri. A nagy boldogságban Dorinda mindenkit az otthonába hív, hogy megünnepeljék a történet kedvező végét.

## A mű színpadra állítása
Az opera ősbemutatója 1733. január 27-én volt a londoni King’s Theatre-ben. Az Orlando mai megítélés szerint hiába számít Händel egyik legnagyobb zenei teljesítményének, a bemutatón nem aratott sikert, csak tízszer adták elő, jelentős részben hozzájárulva Händel csődbemenetelének. A komponista pedig a kedvezőtlen előjelek ellenére reményeket fűzött az előadáshoz, a főbb szerepeket ezért kedvenc olasz énekesei számára írta: a címszerepet Senesio (Francesco Bernardi) kasztrált alt számára, Angelicát Anna Maria Strada szopránnak, Medorót Francesca Bertolli kontraaltnak, Dorindát Celeste Gismondi szopránnak írta, Zoroastro alakja pedig Antonio Montagnana basszus kedvéért került be a történetbe. Senesio egyébként még a csőd előtt elhagyta a társulatot, megsértődvén a basszus Antonio Montagnana (Zoroestro) övénél fajsúlyosabbnak ítélt szerepe miatt.
Az 1733-as előadások után az Orlando eltűnt az operaházak repertoárjából, és csak az 1922-es hallei Händel-fesztiválon fedezték fel újra.

## A zenéről
Az opera cselekményét nézve Händel visszatér a természetfeletti világot megjelenítő témákhoz, ami számos mesés és látványos jelenetet tartalmaz, ugyanakkor a karakterei összetettek, önálló egyéniségek. Az Orlandót zenei szakértők egyenesen Mozart Varázsfuvolájához hasonlítják. A történet központ eleme az  ellenállhatatlan, pusztító szerelem, és Händel zenéje itt különleges lélektani mélységet jelenít meg. Orlando őrülési jelenetében, az opera valószínűleg leghíresebb áriájában például az egymással ellentétes érzelmek a legkülönfélébb zenei formákban mutatkoznak meg: zenekar-kíséretes recitativóban, lamentóban és gavotte-paródiában. Érdekes egyébként, hogy Orlando mindössze három áriát énekel az operában, a többi recitativo, arioso. A szerelmi fájdalom eluralkodása indokolja, hogy a két szopránnak, Angelicának és Dorindának gyönyörű, lassú és gyengéd zenéket írt Händel. A zene a legszorosabban, minden vokális csillogás nélkül szolgálja a történetet, és feltehetően ez is okozta a mű korabeli sikertelenségét.

## Az opera áriái és más számai
| Első felvonás - Gieroglifici eterni (Zoroastro) - Stimuato dalla gloria (Orlando) - Lascia Amor, e segui Marte (Zoroastro) - Immagini funeste (Orlando) - Non fu già men forte Alcide (Orlando) - Quanto diletto avea tra questi boschi! (Dorinda) - Ho un certo rossore (Dorinda) - Ritornava al suo bel viso; E il mio cor da me diviso… (Angelica, Medoro) - Se il cor mai ti dirà, ch’io mi scordi di te (Medoro) - O care parolette, o dolci sguardi! (Dorinda) - Se fedel vuoi ch’io ti creda (Angelica) - T’ubbidirò, crudele (Orlando) - Fammi combattere, mostre e tifei (Orlando) - Consolati o bella; Non so consolarmi (Medoro, Angelica, Dorinda) | Második felvonás - Quando spieghi tuoi tormenti (Dorinda) - Se mi rivolgo al prato (Dorinda) - È questa la mercede, Angelica spietata! (Orlando) - Cielo! se tu il consenti (Orlando) - Tra caligini profonde erra ognor la nostra mente (Zoroastro) - Da queste amiche; Addio prati! (Angelica, Medoro) - Verdi allori, sempre unito conservate il nostro nome (Medoro) - Non potrà, non potrà dirmi ingrata (Angelica) - Tutto a poter partire ha già disposto… (Angelica) - Verdi piante, erbette liete (Angelica) - Ah! perfida, qui sei!; Chi mi soccorre, o Numi! (Orlando, Angelica) - Ah! Stigie larve, ah! scellerate spettri (Orlando) | Harmadik felvonás - Vorrei poterti amar (Medoro) - S’è corrisposto un core (Dorinda) - Amore è qual vento (Dorinda) - Impari ognun da Orlando (Zoroastro) - Sorge infausta una procella (Zoroastro) - Finchè prendi ancora il sangue; Sol ha sete di sangue il mio cor (Angelica, Orlando) - Gia per la man d’Orlando… (Orlando) - Già l’ebro mio ciglio quel dolce liquore… (Orlando) - Ecco è il tempo prefisso (Zoroastro) - Per far, mia diletta (Orlando) - Dei viver ancora; Che vedo, oh Dei!; Signor, dammi la morte!; Orlando, al tuo furore; Signor, vi priego… (Angelica, Orlando, Medoro, Zoroastro, Dorinda) - Con un diverso ardor (tutti) |

## Hangfelvételek
- Orlando – James Bowman, Angelica –  Arleen Augér, Medoro –  Catherine Robbin, Dorinda –  Emma Kirkby, Zoroastro –David Thomas. Közreműködik: The Academy of Ancient Music, vezényel: Christopher Hogwood(en). A felvétel ideje: 1989. Kiadó: L’Oiseau Lyre, 3 CD.
- Orlando – Patricia Bardon, Angelica – Rosemary Joshua, Medoro – Hilary Summers, Dorinda – Rosa Mannion, Zoroastro – Harry van der Kamp. Közreműködik: Les Arts Florissants, vezényel: William Christie. A felvétel ideje: 1996. Kiadó: Erato, 3 CD.
- Orlando –  Marijana Mijanović, Angelica –  Martina Janková, Medoro –  Katharina Peetz, Dorinda –  Christina Clark, Zoroastro –  Konstantin Wolff. Közreműködik: Orchestra „La Scintilla” of the Zurich Opera, vezényel: William Christie. A felvétel ideje: 2007, Zürichi Operaház. Kiadó: Arthaus Musik – 101310, Blu-ray disc.